# 尼克·卡拉塞斯
尼古拉斯·“尼克”·威廉·卡拉塞斯（希臘語：Νικόλαος "Νίκος" Γουλιέλμος Καλάθης，1989年2月7日—），希臘籃球運動員。他之前曾效力於孟菲斯灰熊。。他也代表希臘國家籃球隊參賽，參加了2014年籃球世界杯的比賽。